# Charles Mantoux
Charles Mantoux (1877 - 1947) was een Frans arts die bekend werd als de ontwikkelaar van de test voor besmetting met tuberculose, de Mantouxtest.